# Weltmeister W6

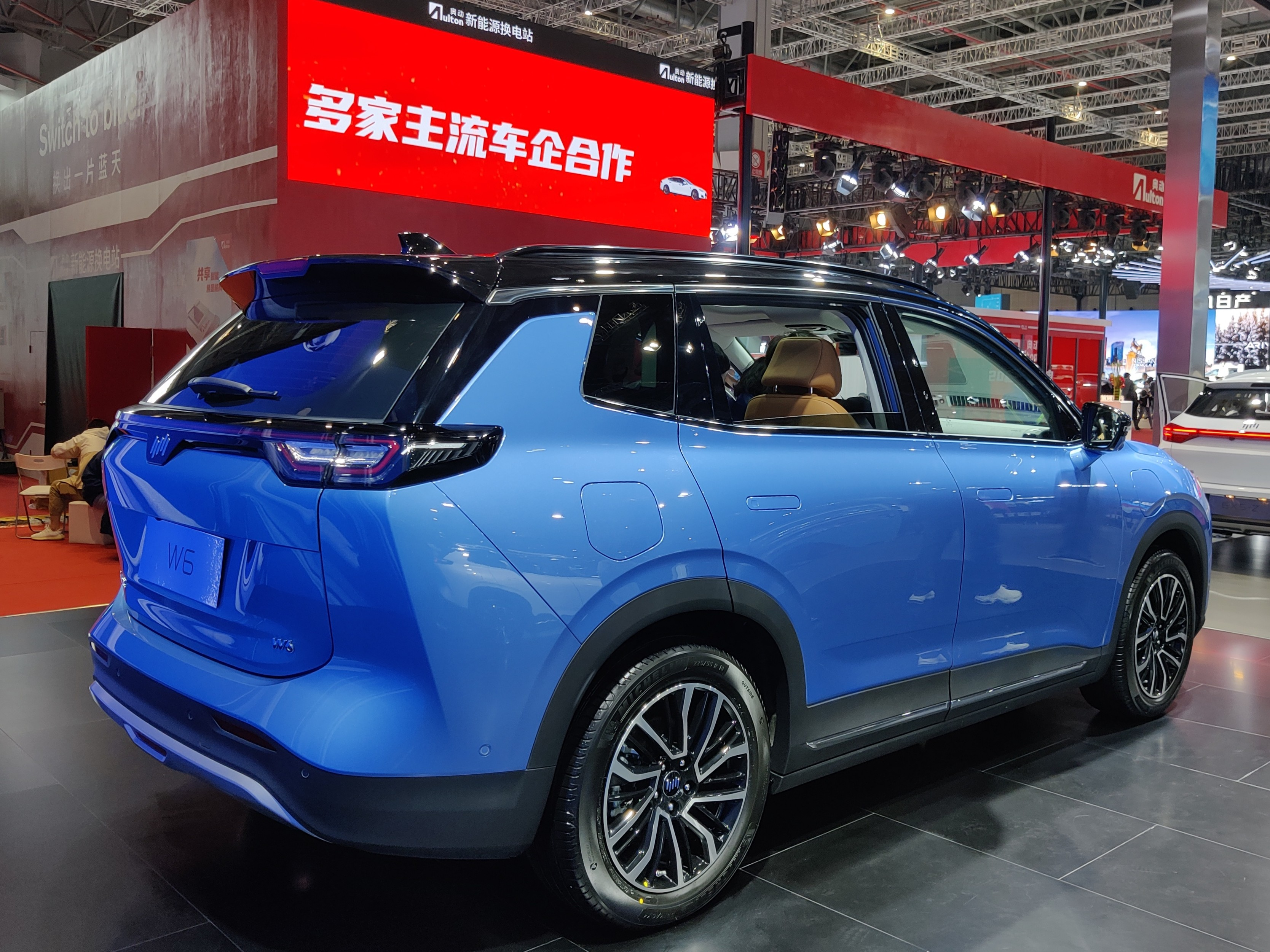
Heckansicht

Der Weltmeister W6 ist ein batterieelektrisch angetriebenes Sport Utility Vehicle der chinesischen Firma WM Motor Technology.

## Geschichte
Als drittes Modell des Herstellers wurde im Dezember 2020 der W6 vorgestellt. Einen Monat später startete die Serienproduktion. Im Rahmen der Shanghai Auto Show begann im April 2021 der Verkauf auf dem chinesischen Heimatmarkt.

## Technische Daten
Angetrieben wird der Fünfsitzer von einem 160 kW (218 PS) starken Permanentmagnet-Synchronmotor. Es standen zwei Batteriegrößen zur Wahl. Die kleinere ermöglicht eine Reichweite von bis zu 520 km nach NEFZ, die größere 100 km mehr.
|                                        | 520                           | 620                           |
| -------------------------------------- | ----------------------------- | ----------------------------- |
| Bauzeitraum                            | 04/2021–12/2022               | 04/2021–12/2022               |
| Motorkenndaten                         |                               |                               |
| Motorart                               | Permanentmagnet-Synchronmotor | Permanentmagnet-Synchronmotor |
| max. Leistung                          | 160 kW (218 PS)               | 160 kW (218 PS)               |
| max. Drehmoment                        | 225 Nm                        | 225 Nm                        |
| Kraftübertragung                       |                               |                               |
| Antrieb                                | Vorderradantrieb              | Vorderradantrieb              |
| Getriebe                               | Festes Übersetzungsverhältnis | Festes Übersetzungsverhältnis |
| Messwerte                              |                               |                               |
| Höchstgeschwindigkeit                  | 160 km/h                      | 160 km/h                      |
| Beschleunigung, 0–100 km/h             | 7,9 s                         | 8,8 s                         |
| Lithium-Ionen-Akkumulator              | 66,2 kWh                      | 82,7 kWh                      |
| Stromverbrauch auf 100 km (kombiniert) | 14,1 kWh                      | 14,4 kWh                      |
| Reichweite nach NEFZ                   | 520 km                        | 620 km                        |